# Piet Zwanenburg
Pieter Johannes "Piet" Zwanenburg (Rotterdam, 26 juli 1913 – 14 maart 2004) was een Nederlands schaatser en schaatstrainer.

## Biografie
Zwanenburg nam tussen 1940 en 1950 vijf keer deel aan de Nederlandse Kampioenschappen. Zijn beste klassering was een zesde plaats. In 1939 nam hij deel aan het EK in Riga, maar daar speelde hij geen rol van betekenis.
Tijdens de Tweede Wereldoorlog zat Zwanenburg een tijdlang ondergedoken. Na de bevrijding studeerde hij aan het CIOS in Overveen en werd daarna coach. Zijn eerste succesvolle pupil was Henk van der Grift, die in 1961 wereldkampioen werd. Als trainer van het Gewest Zuid-Holland had hij onder andere Stien Kaiser onder zijn hoede.
In de jaren '60 was Zwanenburg trainer van de dameskernploeg. Het damesschaatsen stond toen in Nederland nog in de kinderschoenen. Op veel medewerking van de KNSB hoefde hij niet te rekenen, maar hij bleek een generatie van sterke rijdsters te hebben. Absoluut hoogtepunt was het WK van 1968 in Helsinki. Kaiser won het eindklassement, Ans Schut werd tweede en Carry Geijssen derde. Van de vijftien medailles die er werden vergeven gingen elf naar Nederlandse rijdsters, een prestatie waar men nadien alleen nog maar van heeft kunnen dromen.
Vol vertrouwen ging men dus naar Grenoble, waar de Winterspelen plaatsvonden. Maar deze werden aanvankelijk een deceptie. Kaiser, Schut en Ellie van den Brom presteerden in het begin van het toernooi onder de maat. Pas toen Geijssen zilver en goud won en Schut de 3000 meter op haar naam schreef, leek alles weer in orde. Carry Geijssen had echter een interview gegeven waarin zij zei dat de dames al lange tijd vonden dat er een trainer naast Zwanenburg benoemd moest worden. Hij was hierdoor diep beledigd en stapte na het toernooi op. Geijssen verklaarde later het nooit zo bedoeld te hebben: "Ome Piet hoefde van mij helemaal niet weg. Ik was gek van die man. (...) Alles kwam neer op één man. Dan lijkt het me niet meer dan normaal als je er iemand bijvraagt."
Na zijn vertrek bij de bond bleef Zwanenburg tot op hoge leeftijd actief als clubtrainer en bij gewestelijke selecties.